# PLFA I 2016
La PLFA I 2016 è la 9ª edizione del campionato di football americano di secondo livello, organizzato dalla PZFA.

## Squadre partecipanti
| Club             | Città     | Stadio | Sponsor ufficiale | Risultato nella stagione 2015 |
| ---------------- | --------- | ------ | ----------------- | ----------------------------- |
| Cougars Szczecin | Stettino  |        |                   |                               |
| Gliwice Lions    | Gliwice   |        |                   |                               |
| Kraków Kings     | Cracovia  |        |                   |                               |
| Seahawks Sopot   | Sopot     |        |                   |                               |
| Silesia Rebels   | Katowice  |        |                   |                               |
| Tychy Falcons    | Tychy     |        |                   |                               |
| Tytani Lublin    | Lublino   |        |                   |                               |
| Warsaw Dukes     | Varsavia  |        |                   |                               |
| Wilki Łódzkie    | Łódź      |        |                   |                               |
| Wrocław Outlaws  | Breslavia |        |                   |                               |

## Stagione regolare

### Calendario

#### 1ª giornata
| Cracovia 9 aprile 2016, ore 14:00 | Kraków Kings | 32 – 0 (13-0 16-0 3-0 0-0) referto | Tytani Lublin | WKS Wawel (400 spett.)\| Arbitro: \| Ratajczak \| |
| Arbitro:                          | Ratajczak    |                                    |               |                                                   |

| Sopot 10 aprile 2016, ore 14:00 | Seahawks Sopot | 13 – 40 (0-14 0-0 0-13 13-13) referto | Warsaw Dukes | Stadion Ogniwo (300 spett.)\| Arbitro: \| Wiśnicki \| |
| Arbitro:                        | Wiśnicki       |                                       |              |                                                       |

| Breslavia 10 aprile 2016, ore 14:00 | Wrocław Outlaws | 44 – 0 (30-0 6-0 8-0 0-0) referto | Cougars Szczecin | Stadion Sztabowa (400 spett.)\| Arbitro: \| Żak \| |
| Arbitro:                            | Żak             |                                   |                  |                                                    |

| Chorzów 10 aprile 2016, ore 15:00 | Silesia Rebels | 14 – 21 (0-0 7-7 7-7 0-7) referto | Gliwice Lions | Stadion Śląski (500 spett.)\| Arbitro: \| Walentynowicz \| |
| Arbitro:                          | Walentynowicz  |                                   |               |                                                            |

#### 2ª giornata
| Breslavia 16 aprile 2016, ore 14:00 | Wrocław Outlaws | 48 – 0 (10-0 30-0 8-0 0-0) referto | Seahawks Sopot | Stadion Oławka (400 spett.)\| Arbitro: \| Rączkowski \| |
| Arbitro:                            | Rączkowski      |                                    |                |                                                         |

| Lublino 16 aprile 2016, ore 14:00 | Tytani Lublin | 14 – 52 (0-23 8-14 6-15 0-0) referto | Tychy Falcons | Arena Lublin (150 spett.)\| Arbitro: \| Jurzyk \| |
| Arbitro:                          | Jurzyk        |                                      |               |                                                   |

| Gliwice 17 aprile 2016, ore 14:30 | Gliwice Lions | 42 – 13 (7-0 7-13 7-0 21-0) referto | Kraków Kings | Boisko Sportowe Gliwice (200 spett.)\| Arbitro: \| Rączkowski \| |
| Arbitro:                          | Rączkowski    |                                     |              |                                                                  |

| Ząbki 17 aprile 2016, ore 18:00 | Warsaw Dukes | 37 – 7 (7-0 16-7 0-0 14-0) referto | Wilki Łódzkie | Stadion MOSiR Ząbki (600 spett.)\| Arbitro: \| Przybyła \| |
| Arbitro:                        | Przybyła     |                                    |               |                                                            |

#### 3ª giornata
| Stettino 23 aprile 2016, ore 15:00 | Cougars Szczecin | 0 – 44 (0-6 0-16 0-8 0-14) referto | Seahawks Sopot | MOSRiR Szczecin (100 spett.)\| Arbitro: \| Karaś \| |
| Arbitro:                           | Karaś            |                                    |                |                                                     |

| Chorzów 23 aprile 2016, ore 15:00 | Silesia Rebels | 17 – 14 (3-0 0-7 7-7 7-0) referto | Kraków Kings | Stadion Śląski (400 spett.)\| Arbitro: \| Walentynowicz \| |
| Arbitro:                          | Walentynowicz  |                                   |              |                                                            |

| Tychy 24 aprile 2016, ore 13:00 | Tychy Falcons | 73 – 14 (23-0 29-14 8-0 13-0) referto | Gliwice Lions | (300 spett.)\| Arbitro: \| Żak \| |
| Arbitro:                        | Żak           |                                       |               |                                   |

| Łódź 24 aprile 2016, ore 14:00 | Wilki Łódzkie | 6 – 31 (6-14 0-3 0-14 0-0) referto | Wrocław Outlaws | Stadion Victoria (800 spett.)\| Arbitro: \| Przybyła \| |
| Arbitro:                       | Przybyła      |                                    |                 |                                                         |

#### 4ª giornata
| Cracovia 7 maggio 2016, ore 13:00 | Kraków Kings | 26 – 50 (3-16 9-10 0-8 14-16) referto | Wrocław Outlaws | Stadion WKS Wawel (600 spett.)\| Arbitro: \| Przybyła \| |
| Arbitro:                          | Przybyła     |                                       |                 |                                                          |

| Ząbki 8 maggio 2016, ore 13:00 | Warsaw Dukes  | 48 – 0 (35-0 7-0 0-0 6-0) referto | Cougars Szczecin | Stadion MOSiR Ząbki (650 spett.)\| Arbitro: \| Walentynowicz \| |
| Arbitro:                       | Walentynowicz |                                   |                  |                                                                 |

| Sopot 8 maggio 2016, ore 14:00 | Seahawks Sopot | 7 – 33 (0-10 0-7 0-3 7-13) referto | Wilki Łódzkie | Stadion Ogniwo (250 spett.)\| Arbitro: \| Radziński \| |
| Arbitro:                       | Radziński      |                                    |               |                                                        |

| Lublino 8 maggio 2016, ore 14:00 | Tytani Lublin | 18 – 42 (6-21 6-14 6-7 0-0) referto | Silesia Rebels | Stadio MOSiR Bystrzyca (300 spett.)\| Arbitro: \| Przybyła \| |
| Arbitro:                         | Przybyła      |                                     |                |                                                               |

#### 5ª giornata
| Lublino 14 maggio 2016, ore 14:00 | Tytani Lublin | 7 – 35 (0-14 0-7 0-7 7-7) referto | Gliwice Lions | Arena Lublin (200 spett.)\| Arbitro: \| Żołądek \| |
| Arbitro:                          | Żołądek       |                                   |               |                                                    |

| Łódź 14 maggio 2016, ore 14:00 | Wilki Łódzkie | 51 – 0 (16-0 20-0 0-0 15-0) referto | Cougars Szczecin | Stadion Victoria (200 spett.)\| Arbitro: \| Przybyła \| |
| Arbitro:                       | Przybyła      |                                     |                  |                                                         |

| Breslavia 15 maggio 2016, ore 14:00 | Wrocław Outlaws | 54 – 32 (16-14 16-6 8-0 14-12) referto | Kraków Kings | Stadion Oławka (600 spett.)\| Arbitro: \| Brueck \| |
| Arbitro:                            | Brueck          |                                        |              |                                                     |

| Tychy 15 maggio 2016, ore 16:30 | Tychy Falcons | 42 – 7 (7-0 14-0 21-0 0-7) referto | Silesia Rebels | (400 spett.)\| Arbitro: \| Karaś \| |
| Arbitro:                        | Karaś         |                                    |                |                                     |

#### 6ª giornata
| Ząbki 21 maggio 2016, ore 17:00 | Warsaw Dukes | 48 – 18 (6-0 26-6 14-0 2-12) referto | Seahawks Sopot | Stadion MOSiR Ząbki (450 spett.)\| Arbitro: \| Karaś \| |
| Arbitro:                        | Karaś        |                                      |                |                                                         |

| Lublino 22 maggio 2016, ore 13:00 | Tytani Lublin | 0 – 26 (0-7 0-13 0-0 0-6) referto | Kraków Kings | boisko przy Alejach Zygmuntowskich (200 spett.)\| Arbitro: \| Ratajczak \| |
| Arbitro:                          | Ratajczak     |                                   |              |                                                                            |

| Stettino 22 maggio 2016, ore 13:00 | Cougars Szczecin | 0 – 62 (0-22 0-16 0-8 0-16) referto | Wrocław Outlaws | MOSRiR Szczecin (100 spett.)\| Arbitro: \| Radziński \| |
| Arbitro:                           | Radziński        |                                     |                 |                                                         |

#### Recuperi 1
| Gliwice 29 maggio 2016, ore 14:30 | Gliwice Lions | 24 – 7 (7-0 10-0 0-0 7-7) referto | Silesia Rebels | GZKS "Sośnica" (400 spett.)\| Arbitro: \| Brueck \| |
| Arbitro:                          | Brueck        |                                   |                |                                                     |

#### 7ª giornata
| Tychy 4 giugno 2016, ore 12:00 | Tychy Falcons | 82 – 0 (44-0 14-0 8-0 16-0) referto | Tytani Lublin | (250 spett.)\| Arbitro: \| Karaś \| |
| Arbitro:                       | Karaś         |                                     |               |                                     |

| Sopot 4 giugno 2016, ore 15:00 | Seahawks Sopot | 0 – 41 (0-8 0-26 0-7 0-0) referto | Wrocław Outlaws | Stadion Ogniwo (100 spett.)\| Arbitro: \| Żołądek \| |
| Arbitro:                       | Żołądek        |                                   |                 |                                                      |

| Łódź 5 giugno 2016, ore 14:00 | Wilki Łódzkie | 20 – 47 (8-13 6-6 6-21 0-7) referto | Warsaw Dukes | Stadion Victoria (500 spett.)\| Arbitro: \| Rączkowski \| |
| Arbitro:                      | Rączkowski    |                                     |              |                                                           |

| Cracovia 5 giugno 2016, ore 15:00 | Kraków Kings  | 33 – 26 (7-6 20-6 6-7 0-7) referto | Gliwice Lions | WKS Wawel (250 spett.)\| Arbitro: \| Walentynowicz \| |
| Arbitro:                          | Walentynowicz |                                    |               |                                                       |

#### 8ª giornata
| Gliwice 11 giugno 2016, ore 11:30 | Gliwice Lions | 0 – 67 (0-21 0-22 0-16 0-8) referto | Tychy Falcons | Wilcze Gardło (100 spett.)\| Arbitro: \| Przybyła \| |
| Arbitro:                          | Przybyła      |                                     |               |                                                      |

| Sopot 11 giugno 2016, ore 17:00 | Seahawks Sopot | 62 – 8 (19-0 22-0 15-0 6-8) referto | Cougars Szczecin | Stadion Ogniwo (100 spett.)\| Arbitro: \| Wiśnicki \| |
| Arbitro:                        | Wiśnicki       |                                     |                  |                                                       |

| Cracovia 12 giugno 2016, ore 13:00 | Kraków Kings | 6 – 27 (0-7 0-14 0-6 6-0) referto | Silesia Rebels | Stadion WKS Wawel (300 spett.)\| Arbitro: \| Żołądek \| |
| Arbitro:                           | Żołądek      |                                   |                |                                                         |

| Breslavia 12 giugno 2016, ore 14:00 | Wrocław Outlaws | 26 – 13 (0-0 10-0 0-6 16-7) referto | Wilki Łódzkie | Stadion Oławka (400 spett.)\| Arbitro: \| Ratajczak \| |
| Arbitro:                            | Ratajczak       |                                     |               |                                                        |

#### 9ª giornata
| Tychy 18 giugno 2016, ore 13:00 | Tychy Falcons | 52 – 14 (16-7 20-0 8-7 8-0) referto | Kraków Kings | (300 spett.)\| Arbitro: \| Grabarek \| |
| Arbitro:                        | Grabarek      |                                     |              |                                        |

| Łódź 18 giugno 2016, ore 14:00 | Wilki Łódzkie | 25 – 0 (14-0 2-0 2-0 7-0) referto | Seahawks Sopot | Stadion Victoria (800 spett.)\| Arbitro: \| Przybyła \| |
| Arbitro:                       | Przybyła      |                                   |                |                                                         |

| Stettino 19 giugno 2016, ore 13:00 | Cougars Szczecin | 0 – 42 (0-21 0-14 0-7 0-0) referto | Warsaw Dukes | MOSRiR Szczecin (200 spett.)\| Arbitro: \| Żołądek \| |
| Arbitro:                           | Żołądek          |                                    |              |                                                       |

| Chorzów 19 giugno 2016, ore 15:00 | Silesia Rebels | 30 – 7 (0-0 3-7 13-0 14-0) referto | Tytani Lublin | Stadion Śląski (300 spett.)\| Arbitro: \| Walentynowicz \| |
| Arbitro:                          | Walentynowicz  |                                    |               |                                                            |

#### 10ª giornata
| Chorzów 25 giugno 2016, ore 12:00 | Silesia Rebels | 25 – 39 (12-12 13-20 0-7 0-0) referto | Tychy Falcons | Stadion Śląski (300 spett.)\| Arbitro: \| Walentynowicz \| |
| Arbitro:                          | Walentynowicz  |                                       |               |                                                            |

| Stettino 25 giugno 2016, ore 14:00 | Cougars Szczecin | 14 – 54 (8-15 6-6 0-12 0-21) referto | Wilki Łódzkie | MOSRiR Szczecin (50 spett.)\| Arbitro: \| Karaś \| |
| Arbitro:                           | Karaś            |                                      |               |                                                    |

| Ząbki 26 giugno 2016, ore 14:00 | Warsaw Dukes | 43 – 23 (21-17 7-0 9-6 6-0) referto | Wrocław Outlaws | Stadion MOSiR Ząbki (600 spett.)\| Arbitro: \| Żołądek \| |
| Arbitro:                        | Żołądek      |                                     |                 |                                                           |

| Gliwice 26 giugno 2016, ore 14:30 | Gliwice Lions | 29 – 0 (15-0 8-0 6-0 0-0) referto | Tytani Lublin | GZKS "Sośnica" (100 spett.)\| Arbitro: \| Walentynowicz \| |
| Arbitro:                          | Walentynowicz |                                   |               |                                                            |

### Classifiche
Le classifiche della regular season sono le seguenti:
- PCT = percentuale di vittorie, G = partite giocate, V = partite vinte,  P = partite perse, PF = punti fatti, PS = punti subiti

#### Girone Nord
| Pos. | Squadra          | PCT  | G | V | P | PF  | PS  |
| ---- | ---------------- | ---- | - | - | - | --- | --- |
| 1    | Wrocław Outlaws  | .875 | 8 | 7 | 1 | 329 | 94  |
| 2    | Warsaw Dukes     | .875 | 8 | 7 | 1 | 337 | 135 |
| 3    | Wilki Łódzkie    | .500 | 8 | 4 | 4 | 209 | 162 |
| 4    | Seahawks Sopot   | .250 | 8 | 2 | 6 | 144 | 243 |
| 5    | Cougars Szczecin | .000 | 8 | 0 | 8 | 22  | 407 |

#### Girone Sud
| Pos. | Squadra        | PCT   | G | V | P | PF  | PS  |
| ---- | -------------- | ----- | - | - | - | --- | --- |
| 1    | Tychy Falcons  | 1.000 | 8 | 8 | 0 | 457 | 100 |
| 2    | Gliwice Lions  | .625  | 8 | 5 | 3 | 191 | 214 |
| 3    | Silesia Rebels | .500  | 8 | 4 | 4 | 169 | 171 |
| 4    | Kraków Kings   | .375  | 8 | 3 | 5 | 164 | 214 |
| 5    | Tytani Lublin  | .000  | 8 | 0 | 8 | 46  | 328 |

## Playoff

### Tabellone
|  | Semifinali | Semifinali      | Semifinali |                 |    | IX PLFA I Finał | IX PLFA I Finał | IX PLFA I Finał |  |
|  |            |                 |            |                 |    |                 |                 |                 |  |
|  | 1S         | Tychy Falcons   | 88         |                 |    |                 |                 |                 |  |
|  | 1S         | Tychy Falcons   | 88         |                 |    |                 |                 |                 |  |
|  | 2N         | Warsaw Dukes    | 34         |                 |    |                 |                 |                 |  |
|  | 2N         | Warsaw Dukes    | 34         |                 | 1S | Tychy Falcons   | 54              |                 |  |
|  |            |                 |            |                 | 1S | Tychy Falcons   | 54              |                 |  |
|  |            |                 | 1N         | Wrocław Outlaws | 21 |                 |                 |                 |  |
|  | 1N         | Wrocław Outlaws | 1N         | Wrocław Outlaws | 21 | 58              |                 |                 |  |
|  | 1N         | Wrocław Outlaws |            |                 |    |                 |                 |                 |  |
|  | 2S         | Gliwice Lions   | 27         |                 |    |                 |                 |                 |  |

### Semifinali
| Tychy 9 luglio 2016, ore 15:00 | Tychy Falcons | 88 – 34 (21-6 27-28 16-0 24-0) referto | Warsaw Dukes | (500 spett.)\| Arbitro: \| Karaś \| |
| Arbitro:                       | Karaś         |                                        |              |                                     |

| Breslavia 10 luglio 2016, ore 14:30 | Wrocław Outlaws | 58 – 27 (7-7 27-6 3-0 21-14) referto | Gliwice Lions | (300 spett.)\| Arbitro: \| Walentynowicz \| |
| Arbitro:                            | Walentynowicz   |                                      |               |                                             |

### IX PLFA I Finał
| Tychy 23 luglio 2016, ore 16:00 | Tychy Falcons | 54 – 21 (12-9 20-6 6-6 16-0) referto | Wrocław Outlaws | Stadion Miejski (800 spett.)\| Arbitro: \| Wiśnicki \| |
| Arbitro:                        | Wiśnicki      |                                      |                 |                                                        |

## IX PLFA I Finał
La IX PLFA I Finał è stata disputata il 23 luglio 2016 allo Stadion Miejski di Tychy. L'incontro è stato vinto dai Tychy Falcons sui Wrocław Outlaws con il risultato di 54 a 21.

## Spareggio promozione
| Poznań 31 luglio 2016, ore 14:30 | Kozły Poznań | 0 – 49 (0-14 0-7 0-14 0-14) referto | Wrocław Outlaws | Golęcin\| Arbitro: \| Żołądek \| |
| Arbitro:                         | Żołądek      |                                     |                 |                                  |

## Spareggi retrocessione
| Sopot 29 ottobre 2016, ore 17:30 | Seahawks Sopot | 32 – 28 (13-0 6-21 0-7 13-0) referto | Wolverines Opole | Stadion Ogniwo\| Arbitro: \| Grabarek \| |
| Arbitro:                         | Grabarek       |                                      |                  |                                          |

| Lublino 30 ottobre 2016, ore 13:00 | Tytani Lublin | 0 – 36 (0-14 0-10 0-6 0-6) referto | Bydgoszcz Archers | \| Arbitro: \| Żołądek \| |
| Arbitro:                           | Żołądek       |                                    |                   |                           |

## Verdetti
- Tychy Falcons Campioni della PLFA I 2016
- Wrocław Outlaws promossi
- Seahawks Sopot non retrocessi
- Tytani Lublin retrocessi